# Rennfähnrich
Der Rennfähnrich (Cornet, militärisch) trug die Fahne des Trosses eines Landsknechtsheeres. Er unterstand im Militär dem Trosswebel.

## Historischer Hintergrund
In jedem Landsknechtsfähnlein beaufsichtigte ein vom Obristen ernannter Feldweibel die übrigen niederen Chargen. Der „Feldweybel“ oder „Feldweibel“ erscheint erstmals als Unteroffizierdienstgrad der Landsknechte. Daneben existierten „Troßweibel“, „Hurenweibel“ und „Gemeinweibel“, die mit gesonderten Aufgabenbereichen betraut waren. Das Wort „Weibel“ ist mit dem Agenssuffix '-el' von dem althochdeutschen Verben weibōn „herumtreiben“ abgeleitet. Der Feldweibel war für das Ausrichten (militärisches Antreten in exakter Linie) der Soldaten verantwortlich, indem er vor der Front auf und ab ging. Auf dem Marsch regulierte der Feldweibel das Bewegungstempo der Truppe: Wie das Webschiffchen eilte er vor und zurück, einerseits um die Kolonnenspitze am zu schnellen Vorauseilen zu hindern und andererseits, um langsame Nachzügler anzutreiben. Als militärischer Dienstgrad ist bis heute der Feldwebel erhalten, siehe weiteres dort.

### Beispiel
Während eines kleinen Gefechtes kurz vor der Schlacht am Berg Harsány im August 1687 verlor Karl von Lothringen-Commercys Leibkompanie ihre Standarte. Dieser Vorfall inspirierte Commercy zu einer Tat, die bis ins 19. Jahrhundert in vielen Büchern als Muster für soldatische Tugenden zitiert wurde.

„Gleich darauf, an dem großen Tage von Mohacz, den 12. Aug. 1687, ersah sich Commercy einen Türken, der trefflich beritten, vor der Fronte auf und ab caracollirte und, herauszufordern irgend einen christlichen Ritter, trotziglich die Copi schwenkte und flattern ließ das an ihr befestigte weiße Fähnlein. Ergrimmt über des Türken Beginnen begehrt Commercy von dem Herzoge von Lothringen Urlaub, mit dem Türken anzubinden und ihm eine neue Leibstandarte für sein Regiment abzugewinnen. Er bat so anhaltend und so dringlich, daß zuletzt der Herzog einwilligen mußte. Commercy prallte vor und feuerte seine Pistole auf den Türken ab. Der Schuß fehlte, und der Gegner, seines Vortheils gewahrend, rannte dem Prinzen die Copi durch das Dünne der Seite. Da griff dieser zuerst mit der linken Hand in die Copi, damit der Türke sie nicht zurückziehe, aus der Rechten warf er die Pistole, zugleich den daran hängenden Pallasch greifend, und mit einem Hiebe fällt er des Türken Kopf. Hierauf zog er das blutige Fähnlein aus der Seite, um es dem Herzoge von Lothringen zu präsentieren, darauf aber dem Cornet seiner Leibcomapgnie einzuhändigen. Er möge, sagte er dem Cornet, diese Standarte besser wahren, als die vorige, sie koste ihm sein eigenes Blut.“